# Dendrologischer Garten Przelewice

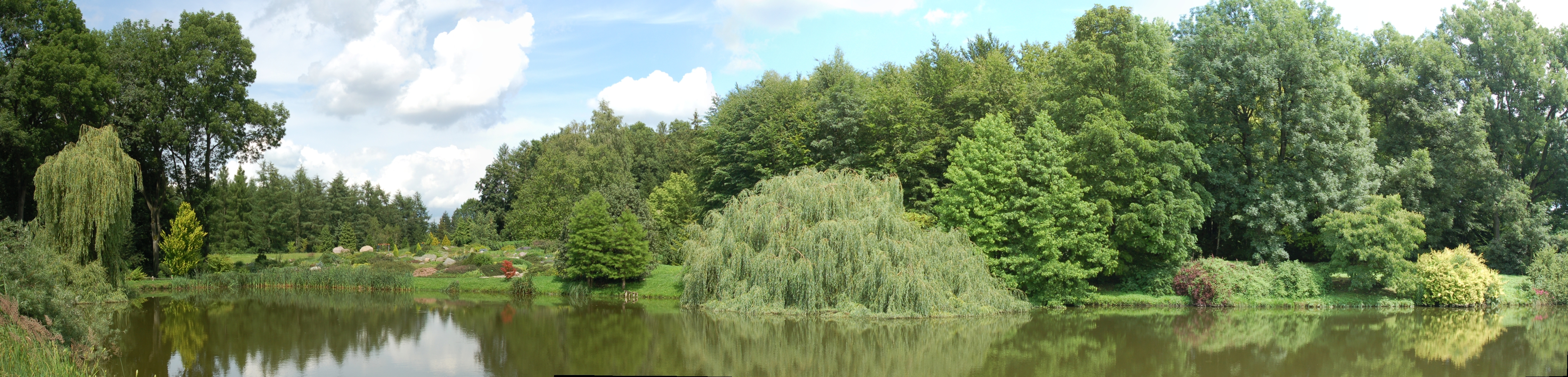
Blick über den zentralen See

Der Dendrologische Garten in Przelewice [pʃɛlɛ΄vitsɛ] (deutsch Prillwitz) ist ein Arboretum in der Woiwodschaft Westpommern in Polen.

## Geschichte
Am 26. Mai 1834 starb Auguste von Prillwitz mit 33 Jahren in Berlin vermutlich an Tuberkulose. Sie wurde nach Prillwitz überführt und am 1. Juli 1834 dort in der Kirche beigesetzt. Im Park wurde 1835 ein Mausoleum errichtet, in dem die Särge von Auguste von Prillwitz und ihrer zwei früh verstorbenen Kinder Platz fanden. Am 19. Juli 1843 starb Prinz August von Preußen; das Gut übernahm nach dem Willen des Vaters sein Sohn mit dem gleichen Namen, August.

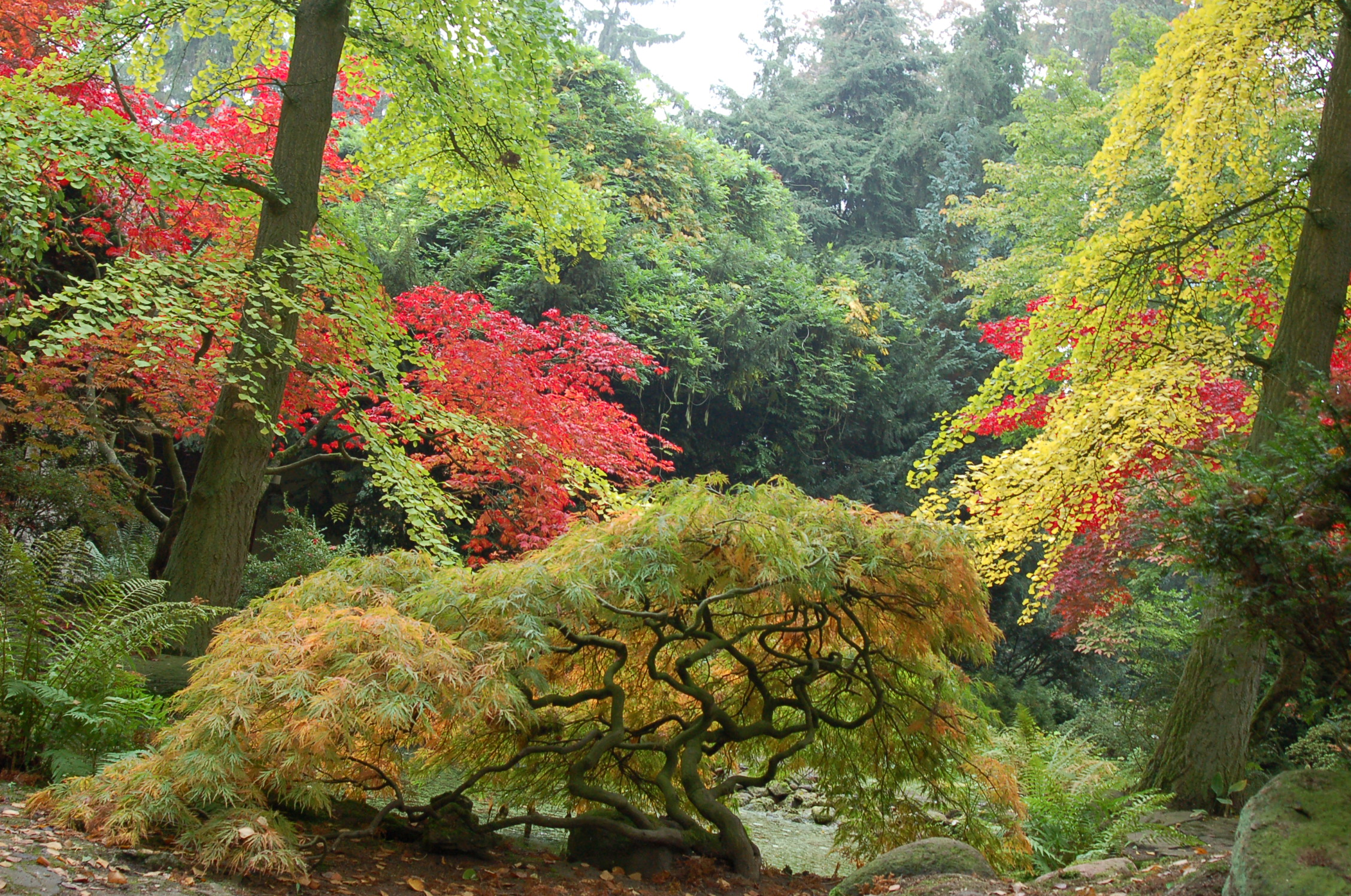
Japanischer Garten

Unter Caspar Lachmann und seiner Erben bekam der Garten 1879–1922 wieder seinen naturalistischen Stil und hinter dem Schloss wurde eine Terrasse aufgeschüttet. 1922–1924 bemühte Conrad von Borsig sich erfolgreich um das Recht, das Gut zu kaufen, und erwarb schließlich Prillwitz ohne das Vorwerk Luisenhof (heute Lucin), wo 34 landwirtschaftliche Betriebe für Umsiedler entstanden. 1933 ließ Conrad von Borsig den Park nach seinen Wünschen umgestalten. Diese Aufgabe übernahm Gartenarchitekt Heydenreich von der Gartenbaufirma Späth. Der Park wurde bis auf 22 ha vergrößert. Die Umgestaltung der Parkanlage wurde 1938 abgeschlossen. Auf der Tagung 1938 der Deutschen Dendrologischen Gesellschaft in Stettin hielt Conrad von Borsig einen Vortrag über seine neue Parkanlage (Jahrbuch der DDG Nr. 51). Conrad von Borsig wurde am 13. Februar 1945 von sowjetischen Soldaten erschossen und im Park in der Nähe der Schäferhütte begraben. Seinen Ruheplatz symbolisiert heute ein großer Stein unter der Lärche.
1948 übernahm der Volksrat der Woiwodschaft das Gutshaus, die Vorwerksgebäude und die Parkanlage; im Gutshaus werden Dienstwohnungen, Lagerräume und ein Gemeinschaftsraum angelegt. Henryk Chylarecki von der Forstwissenschaftlichen Fakultät der Universität Posen inventarisierte 1951 den Park im Rahmen seiner Magisterarbeit unter der Leitung von Konstanty Stecki; der Park wurde als ein Dendrologisch-Pomologischer Garten registriert. In den folgenden neun Jahren betreuten ihn der Gärtner Adam Brzęczyk und J. Winter. 1955 entstand ein Wissenschaftsrat des Arboretum in Przelewice unter der Leitung von Stefan Białobok; der Rat war bis 1965 tätig.
Leiter des Dendrologischen Gartens wurde 1960 Major Marian Billik. Bis 1975 züchtete er im Park Nutz- und Ziervögel sowie Fische, er vergrößerte den Park um 8 ha für die künftige Baumschule. 1965 übertrug die Landwirtschaftliche Akademie in Stettin und Prof. Stefan Kownas die wissenschaftliche Leitung des Arboretums.
1971 mussten aufgrund des sich verschlechternden Zustandes des Gutshauses die Einwohner umgesiedelt werden; mit Mitteln des Denkmalpflegeamtes wurde im Park ein Wohnblock mit Büroräumen errichtet.
1975 wurde der Dozent Henryk Chylarecki wissenschaftlicher Leiter des Arboretums und begann mit der Aufarbeitung der Sammlung. Er gab die Zahl der Sammlung mit 1200 Baum- und Straucharten an. Die technische Betreuung des Parks unterlag dem LPG-Förster H. Gosek; im Park entstand ein Staubecken. 1976 wurde der Dendrologische Garten im Denkmalregister unter der Nummer 791 und das Gutshaus unter Nummer 792 eingetragen. 1977 übernahm Forstwissenschaftler Zbigniew Kozak die technische Betreuung des Arboretums. Bis zum Jahr 1980 wurden die ursprüngliche Wasserleitung im Park wiederhergestellt, Gartenwege erneuert und ein Gewächshaus in der Baumschule in Kłodzino installiert. 1982 wurde Łucja Swiłło technischer Leiter des Arboretums, die eine Neubewertung des Arboretums vornahm und die Baumschule leitete. 1983 wurden die ersten Reparaturarbeiten im Gutshaus, vor allem bei den Grundmauern und beim Dach, wegen Geldmangel unterbrochen.
1987 arbeitete Henryk Chylarecki im Auftrag des Woiwodschaftsamtes in Stettin das Projekt einer Neubewertung des Arboretums aus.
1992 übernahm der Staatsfiskus im Rahmen der Auflösung der kommunistischen Agrarbetriebe den Dendrologischen Garten samt Gutshaus und Vorwerksgebäuden. Die staatlichen Stellen übergaben 1993 den Garten der Gemeinde Przelewice; Łucja Swiłło wurde Direktorin. Seit 1996 betreut sie die Sammlung als Stellvertretender Direktor. 2003 übernahm Katarzyna Misiak die Betreuung des Gartens.
1996 wurde der Dendrologische Garten ein selbstständiger Betrieb unter Maria Jolanta Syczewska, die ihn bis heute leitet. 2000 entstand im Garten ein Naturwissenschaftliches Bildungszentrum unter der Leitung von Katarzyna Misiak. Der Garten gewann die Goldmedaille des Kulturministeriums für das „am besten verwaltete Denkmal-Objekt in Polen“. 2004 bis 2006 wurde das Gutshaus restauriert und als Botanisches Forschungs- und Entwicklungszentrum, mit 15 ha neuen Baumschulen, Gewächshaus und Orangerie im Mai 2006 zur Nutzung übergeben.

## Baum- und Pflanzenbestand
Łucja Swiłło gab auf der BioCISE-Tagung „Access to Biological Collection Information in Poland - a European Perspective“ 1999 den Baumbestand mit 200 Taxa an.